# Orlane Kanor
Orlane Kanor, née le 16 juin 1997 aux Abymes (Guadeloupe), est une handballeuse internationale française évoluant au poste d'arrière gauche.
En 2017, elle est championne du monde avec l'équipe de France. Elle décroche le titre de championne d'Europe en 2018 avec l'équipe de France.
Elle est la sœur jumelle de Laura Kanor, également handballeuse.

## Biographie
Née le 16 juin 1997 aux Abymes de sa mère Marie Céline Fleurival, gérante d'un petit restaurant le Coquillage au bord de la plage de Saint-Anne, elle commence à pratiquer le handball dans sa jeunesse. En 2015, elle quitte sa Guadeloupe natale et son club du Zayen La de Morne à l'eau ou l'Intrépide de Sainte-Anne pour rejoindre le centre de formation du Metz Handball. Elle fait ses débuts en équipe première durant la saison 2016-2017 et se fait très vite remarquer avec de belles performances au cours de l'automne 2016, durant l'absence sur blessure de Xenia Smits.
En février 2017, à l'occasion de la convocation d'une équipe de France A', elle est appelée par Olivier Krumbholz, sélectionneur national, à participer à un stage concomitant à l'étape de mars de la Golden League.
En juin 2017, elle est retenue en équipe de France pour les matchs de fin de saison face à la Norvège. Elle fait ses débuts en sélection à cette occasion,.
Avec Metz, son entraîneur lui donne régulièrement l'occasion d'exprimer ses qualités de puissance et de prendre de plus en plus de responsabilités dans l'équipe, en championnat comme en Ligue des champions. À l'automne, elle est convoquée pour la préparation au championnat du monde puis retenue dans la sélection qui remporte la compétition.
Son temps de jeu limité durant le tournoi lui permet néanmoins de se montrer décisive en finale où elle entre cinq minutes en fin de match pour deux buts inscrits. Pour sa première grande compétition internationale, elle remporte le titre de championne du monde avec l'équipe de France en s'imposant face à la Norvège en finale (23-21), seulement six mois après ses débuts à ce niveau.
L'année suivante, elle devient également championne d'Europe, détenant donc les deux couronnes internationales simultanément. Durant la compétition, elle poursuit sa progression en équipe de France, étant notamment décisive à plusieurs reprises face à la Suède ou lors du match d'ouverture face à la Russie. Elle y prend une place de plus en plus importante dans le collectif et apporte notamment une capacité à prendre des tirs de loin grâce à son exceptionnelle détente verticale,.
Elle s'engage pour 2024-2025 avec Ferencváros.

## Palmarès

### En club
compétitions internationales
- quatrième de la Ligue des champions en 2019 (avec Metz Handball)

compétitions nationales
- championne de France en 2017, 2018 et 2019 (avec Metz Handball)
- vainqueur de la coupe de France en 2017[19] et 2019 (avec Metz Handball)

### En sélection
championnats du monde
- vainqueur du championnat du monde 2017
- finaliste du championnat du monde 2021[20]
- vainqueur du championnat du monde 2023

championnats d'Europe
- vainqueur du championnat d'Europe 2018
- finaliste du championnat d'Europe 2020

#### Jeux olympiques
- médaille d'argent aux Jeux olympiques de Paris en 2024

## Décorations
- Chevalier de l'ordre national du Mérite (2024)[21]